# Топливные брикеты

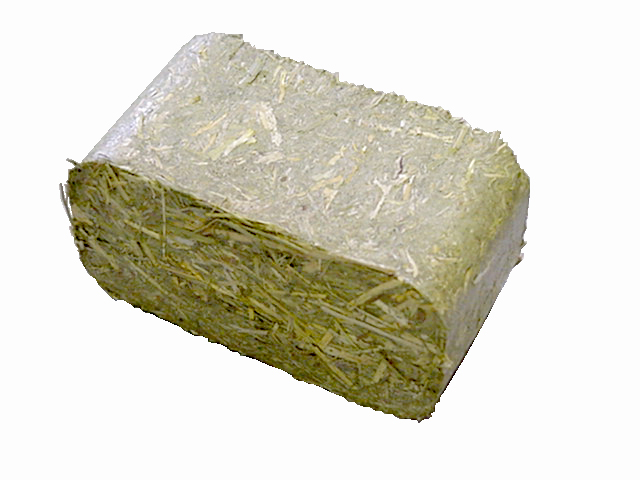
Брикет из сена

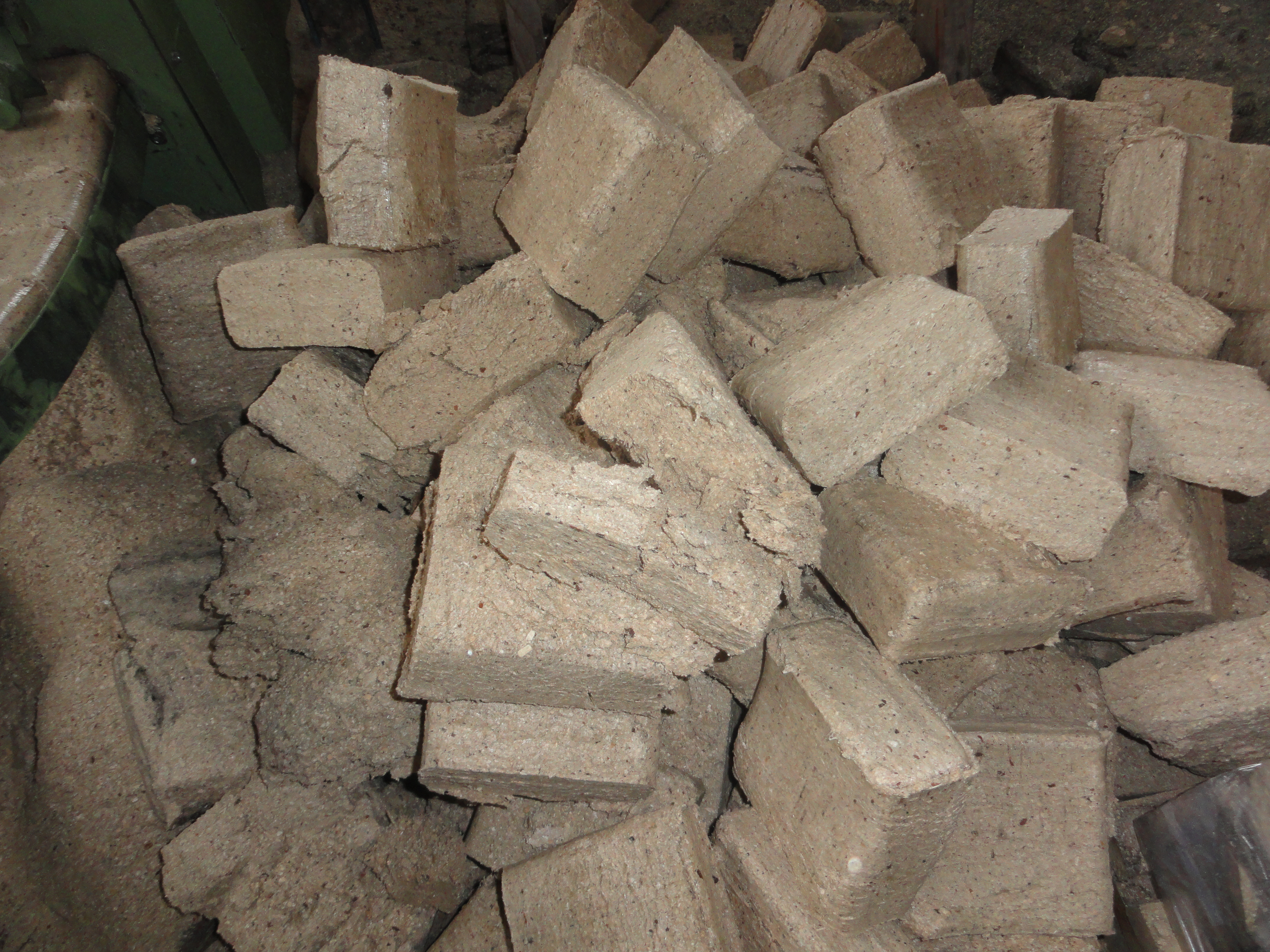
Брикеты из опилок

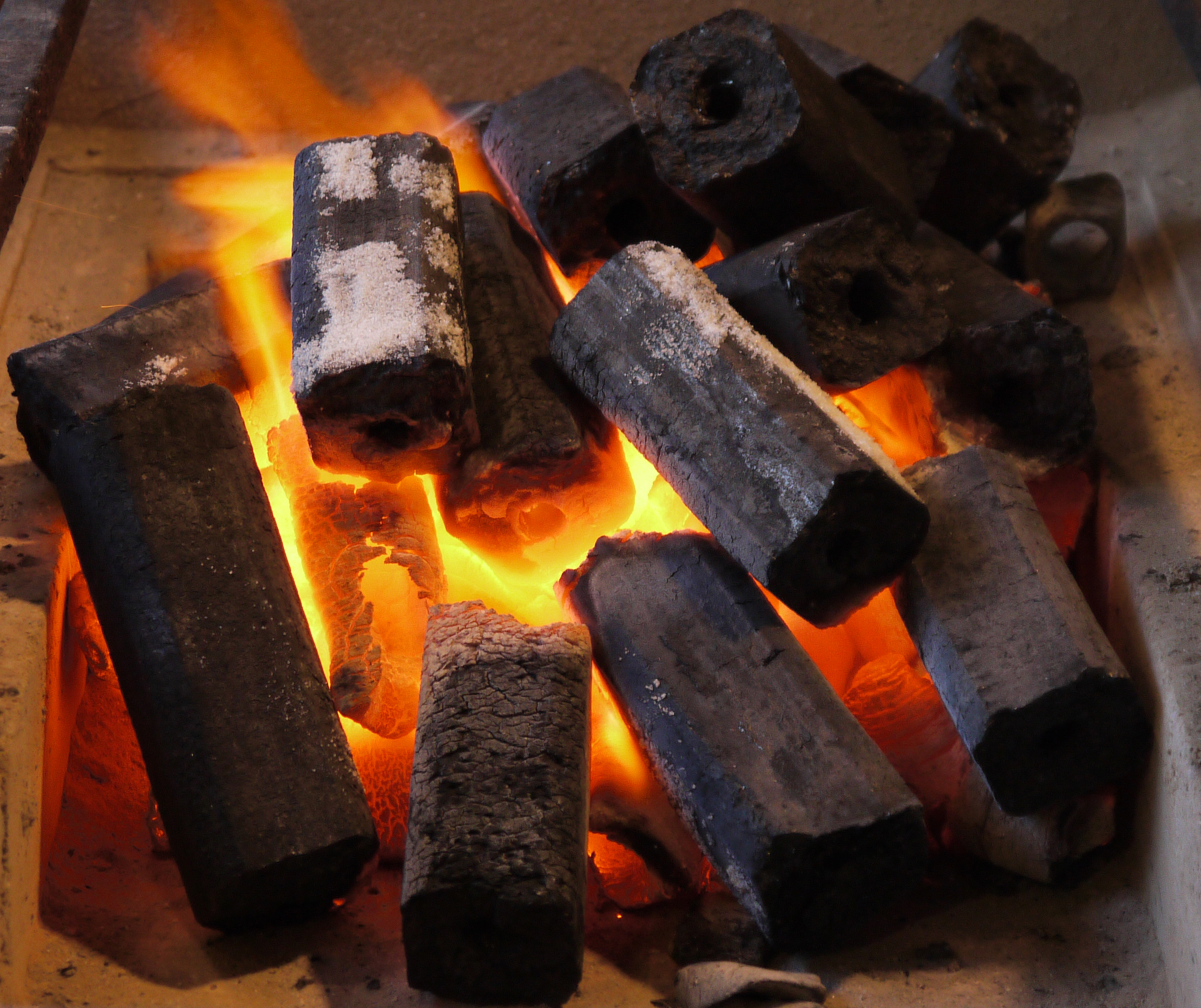
Огатан — японские угольные брикеты, сделанные из пресованных опилок

Топливные брикеты (также: «евродрова») — вид твёрдого топлива, альтернатива обычным дровам или углю, представляющее собой прессованную массу из отходов деревообработки (опилки, щепа, стружка и др.), сельского хозяйства (сено, солома, сосновые иголки, листья, шелуха семян — подсолнечника, риса, гречки и др.), торфа, крошки каменного угля.

## Технология производства
В основе технологии производства топливных брикетов лежит процесс прессования отходов (шелухи подсолнечника, гречихи и т. п.) и мелко измельчённых отходов древесины (опилок) под высоким давлением (при нагревании или без него). Процесс производства состоит из измельчения сырья, сушки и прессовки. Получаемые топливные брикеты не включают в себя никаких связующих веществ, кроме одного натурального — лигнина, содержащегося в клетках растительных отходов. Лигнин выделяется при высоком давлении и нагревании и придаёт брикетам прочность. Температура, присутствующая при прессовании, способствует оплавлению поверхности брикетов, которая благодаря этому становится более прочной, что немаловажно для транспортировки брикета.
Одним из наиболее популярных методов получения топливных брикетов является экструзия с использованием специальных экструдеров.
Для древесных брикетов порода древесины не имеет значения, но желательно единовременно прессовать опилки одной породы.

## Параметры брикетов
Технические характеристики:
| Параметр                 | Значение |
| ------------------------ | -------- |
| Плотность брикетов, т/м³ | 1,0—1,2  |
| Теплотворность, МДж/кг   | 19—20,5  |
| Зольность брикетов, %    | 0,5—1,5  |

Длина брикета составляет 15—35 см, диаметр 5—9 см. Топливные брикеты очень похожи на топливные гранулы. Наиболее ярко выраженное их отличие от брикетов состоит лишь в размерах: длина пеллет (топливных гранул) 0,5—3 см, диаметр 0,6—0,8 см.

## Применение
Топливные брикеты применяются в качестве твёрдого топлива для каминов и печей любых видов, в том числе твердотопливных котлов систем отопления. Так как топливные брикеты экологически чистый продукт и горят практически бездымно, идеально использовать их для обогрева жилых помещений, бань, палаток, теплиц, овощных ям и т. д.
Изготовление брикетов — хорошая альтернатива прямому использованию соломы и древесных отходов в виде топлива. Брикеты выделяют больше тепла, чем солома, опилки и щепа в чистом виде, увеличивая коэффициент полезного действия котельных, не требуют больших складских площадей и при хранении не самовоспламеняются. Например, при сжигании 1 т древесных гранул выделяется столько же энергии, сколько при сжигании 1,6 т древесины, 480 м3 газа, 500 л дизельного топлива или 700 л мазута.